# Sedum versicolor
Sedum versicolor är en fetbladsväxtart som först beskrevs av Cosson och R.-hamet, och fick sitt nu gällande namn av René Charles Maire. Sedum versicolor ingår i Fetknoppssläktet som ingår i familjen fetbladsväxter. Inga underarter finns listade i Catalogue of Life.